# Pensacola peckhami
Pensacola peckhami är en spindelart som beskrevs av Bryant 1943. Pensacola peckhami ingår i släktet Pensacola och familjen hoppspindlar. Inga underarter finns listade i Catalogue of Life.